# Koło Historii
Koło Historii – Materiały Koła Naukowego Historyków Studentów Uniwersytetu Marii Curie-Skłodowskiej – pismo historyczne ukazujące się od 1998 roku w Lublinie. Wydawcą jest Koło Naukowe Historyków Studentów UMCS. Pismo zawiera: artykuły i rozprawy, sprawozdania, recenzje.